# Илек-Пеньковское сельское поселение
Илёк-Пенько́вское се́льское поселе́ние — муниципальное образование в Краснояружском районе Белгородской области.
Административный центр — село Илек-Пеньковка.

## История
Илек-Пеньковское сельское поселение образовано 20 декабря 2004 года в соответствии с Законом Белгородской области № 159.

## Население
| 2010 | 2011 | 2012 | 2013 | 2014 | 2015 | 2016 | 2017 | 2018 |
| ---- | ---- | ---- | ---- | ---- | ---- | ---- | ---- | ---- |
| 955  | ↘951 | ↘932 | ↘908 | ↘875 | ↘871 | ↗888 | ↗893 | ↘875 |
| 2019 | 2020 | 2021 |      |      |      |      |      |      |
| ↘847 | ↘818 | ↘801 |      |      |      |      |      |      |

## Состав сельского поселения
| № | Населённый пункт | Тип населённого пункта       | Население |
| - | ---------------- | ---------------------------- | --------- |
| 1 | Задорожный       | посёлок                      | ↘120      |
| 2 | Илек-Пеньковка   | село, административный центр | ↗750      |
| 3 | Фищево           | хутор                        | ↘85       |